# جاكي جولدسميث
جاكي جولدسميث (21 يناير 1921 - 15 فبراير 1968) (بالإنجليزية: Jackie Goldsmith)‏ هو لاعب كرة سلة أمريكي في مركز مدافع مسدد الهدف. لعب مع Toledo Jeeps ‏.

## وصلات خارجية
- جاكي جولدسميث على موقع سبورتس رفرنس (الإنجليزية)